# American Mathematical Monthly
The American Mathematical Monthly (ISSN 0002-9890) es una revista de  matemáticas fundado por Benjamin Franklin Finkel (1865 - 1947) en 1894. Actualmente es publicado 10 veces al año por Taylor & Francis  para la Asociación Matemática Americana (American Mathematical Society).
American Mathematical Monthly es un periódico expositorio dedicado a una amplia audiencia de matemáticos, para estudiantes no graduados y profesionales de la investigación y el desarrollo. Los artículos son elegidos con base en su amplio interés, revisados y editados para la calidad expositiva además del contenido. En esto American Mathematical Monthly llena plenamente un papel diferente a los típicos periódicos de investigación matemática. 
Desde 1997, el periódico está disponible en línea en: American Mathematical Monthly Website.

## Métricas de revista
2022
- Web of Science Group : 0,38
- Índice h de Google Scholar: 54 (2025)
- Scopus: o,352